# Малиновский, Цезарь Казимирович
Цезарь Казимирович Малиновский (1922—2002) — полковник Советской Армии, участник Великой Отечественной войны, Герой Советского Союза (1945).

## Биография
Цезарь Малиновский родился 8 декабря 1922 года в селе Купель (ныне — Волочисский район Хмельницкой области Украины). Окончил девять классов школы. В июне 1941 года Малиновский был призван на службу в Рабоче-крестьянскую Красную Армию. В 1942 году он окончил Саратовское танковое училище. С января 1943 года — на фронтах Великой Отечественной войны.
К январю 1945 года старший лейтенант Цезарь Малиновский командовал взводом 220-й танковой бригады 5-й ударной армии 1-го Белорусского фронта. Отличился во время освобождения Польши. Во время Висло-Одерской операции он нанёс большие потери противнику в живой силе и боевой технике, а также первым в бригаде перерезал железную дорогу между Варшавой и Радомом, после чего удерживал её до подхода основных сил, отразив ряд немецких контратак. В том бою Малиновский получил ранение, но продолжал сражаться.
Указом Президиума Верховного Совета СССР от 27 февраля 1945 года за «образцовое выполнение боевых заданий командования и проявленные при этом мужество и героизм» старший лейтенант Цезарь Малиновский был удостоен высокого звания Героя Советского Союза с вручением ордена Ленина и медали «Золотая Звезда» за номером 7269.
После окончания войны Малиновский продолжил службу в Советской Армии. В 1957 году он окончил Военную академию бронетанковых войск. В 1973 году в звании полковника Малиновский был уволен в запас. Проживал в Киеве. 
Умер 29 июля 2002 года, похоронен на Берковецком кладбище Киева.
Был также награждён орденами Отечественной войны 1-й степени и Трудового Красного Знамени, двумя орденами Красной Звезды, рядом медалей.